# Karl Bartz
Karl Bartz (* 31. März 1900 in Weismes, heute Belgien; † 29. Januar 1956 in Stuttgart) war ein deutscher politischer Publizist vor allem in der Zeit des Nationalsozialismus.

## Familie und Ausbildung

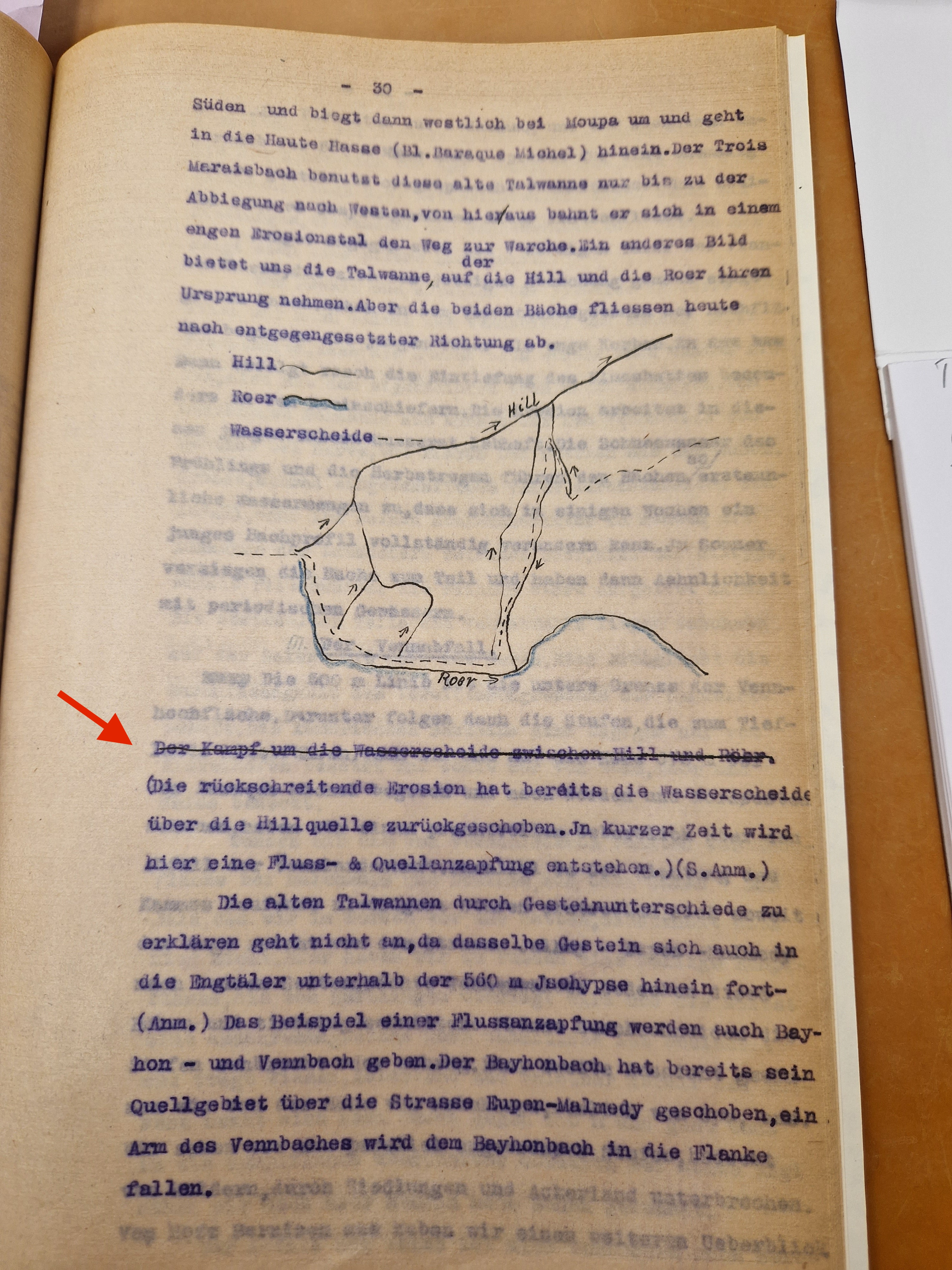
Seite aus Bartz' Dissertation 1923 mit gestrichener, für eine hydrologische Situation dramatischer Bildunterzeile „Der Kampf um die Wasserscheide (…)“ (Pfeil)

Carl Heinrich Josef Bartz, so sein voller Geburtsname, war Sohn des Postschaffners Michael Bartz und seiner Frau Barbara geborene Beaujean. Er war katholisch. Das Abitur machte Bartz 1919 am Gymnasium Münstereifel. Ab 1920 studierte er Deutsche und Französische Philologie, Geschichte und Geographie an der Universität Bonn und schloss 1923 in Geographie mit einer geomorphologischen Arbeit über den ehemals deutschen, nun belgischen Teil des Hohes Venn ab.

## Werk
Seit den 1920er Jahren arbeitete Karl Bartz als Schriftsteller und Journalist. Aus dem infolge des Versailler Vertrages an Belgien abgetretenen, „entrissenen“ Gebiet um Eupen stammend, waren schon seine frühen Veröffentlichungen aggressiv antifranzösisch und antibelgisch, von der Forderung nach Revision der Vertragsbestimmungen und von der Erwartung neuer Kriege geprägt.
1929 wurde er aus Belgien ausgewiesen, weil er in der Heimatbewegung aktiv war. Er war Redakteur der Rheinisch-Westfälischen Zeitung, 1931 ihr Schriftleiter und bis zu diesem Jahr auch für die Deutsche Volkspartei tätig.
Er schrieb ferner für den Berliner Börsen-Courier. 1933 löste er dessen Chefredakteur Hans Baumgarten ab, bis das Blatt zum Jahresende 1933 in der Berliner Börsen-Zeitung aufging. Bartz war Mitglied des Reichsverbandes der deutschen Presse, der dem neu eingerichteten Reichsministerium für Volksaufklärung und Propaganda unterstellt war, und „Aufpasser“ beim B. B.-C. Er schrieb dort Artikel im völkischen, nationalistischen Ton, war aber kein Mitglied der NSDAP.
Bartz war 1934 Presseverantwortlicher und enger Mitarbeiter des NS-Gauleiters Josef Bürckel, der ab 1935 zugleich Reichskommissar für die Rückgliederung des Saargebiets war. Für den kommunistischen Historiker Luitwin Bies war Bartz ein „nazistischer Journalist“.
Dem Historiker Heiko Suhr zufolge setzte mit Bartz' Buch Die Tragödie der deutschen Abwehr von 1955 die Kritik an Admiral Wilhelm Canaris ein. Bartz sei Kolporteur der unwahren Geschichte gewesen, Canaris habe die Einführung des Judensterns für Berliner Juden durchgesetzt.
Er publizierte auch unter dem Namen Joachim Reinhardstein. Burg Reinhardstein ist eine Anlage auf dem Gebiet der Gemeinde Weismes, Bartz' Geburtsort. Er starb 1956 in Stuttgart.
Karl Bartz und der Luftwaffenoffizier Werner Bartz werden in der Literatur häufig verwechselt. Auch als Verfasser von Werner Bartz' Aufsatz Gedanken über Luftkriegsführung von  1936 wird in der Fachliteratur wiederholt Karl Bartz genannt.

## Veröffentlichungen (Auswahl)
Veröffentlichungen als Joachim Reinhardstein sind als (J. R.) bezeichnet.
- Morphologie des Hohen Venns sowie seiner Umgebung auf belgischer Seite, Diss. Bonn 1924
- Die Entwicklung des französischen Staates und seine geographischen Grundlagen im Osten. In: Zeitschrift für Geopolitik, Heft 1, 1927, S. 44–52, online
- Das Unrecht an Eupen Malmedy. Verlag Rheinischer Beobachter, 1928 (= Rheinische Schicksalsfragen, Schrift 21)
- Krieg 1960. Mittler, Berlin 1931 (auch japanisch)
- Das Grauen von Cayenne. Erlebnisse des Deutschen G. Batzler-Heim als französischer Bagnosträfling. Hanseatische Verlagsanstalt, Hamburg 1929
  - englisch: The Horrors of Cayenne. The experiences of a German B. Heim as a French bagno-convict. Übersetzung: Beatrice Marshall, 1930
- Bolschewismus über uns. Schlieffen-Verlag, Berlin 1932
- Die Deutschen vor Paris. Die Marneschlacht. Brunnen-Verlag, Berlin 1934
- Der große Kardinal. Herzog Armand von Richelieu, Prinzipalminister von Frankreich. Brunnen-Verlag, Berlin 1935
  - norwegisch: Den store Kardinal. Übersetzung: Waldemar Brøgger, Aschehoug, Oslo 1942
- Weltgeschichte an der Saar. Vorwort: Reichsinnenminister Wilhelm Frick. Südwestdeutsche Verlagsgesellschaft, Neustadt an der Haardt; Westmark-Verlag, Heidelberg 1935
- Der Sonnenkönig. Das Leben Ludwigs XIV. Neff, Berlin 1935. Deutsche Buch-Gemeinschaft, Darmstadt 1954
  - englisch: Louis XIV. Übersetzung: L. Marie Sieveking. Constable and Company, London 1937
  - norwegisch: Solkongen. Übersetzung: Waldemar Brøgger, Aschehoug, Oslo 1939
- Peter der Große. Neff, Berlin 1936, auch Deutsche Buchgemeinschaft, Berlin, Darmstadt 1952.
  - norwegisch: Peter den store. Übersetzung: Waldemar Brøgger, Aschehoug, Oslo 1937
  - italienisch: Pietro il Grande. Übersetzung Cristina Baseggio, Mondadori, Mailand 1942
- Englands Weg nach Indien. Schicksalsstunden des britischen Weltreichs. Ullstein, Berlin 1936 (auch serbisch)
- Vier Kameraden. Ullstein, Berlin 1937
  - dänisch: Fire Kammerater. Übersetzung Cai und Irmelin Schaffalitzky de Muckadell, Jespersen og Plo, Kopenhagen 1939
- (J. R.) Feuerbrand in Kärnten. Der Heldenkampf eines Volkes. Ullstein, Berlin 1937
- Zeebrügge. Der englische Angriff auf die deutsche U-Boot-Basis. Deutscher Verlag, Berlin 1938
- Der Kommandant der Emden. Das Leben des Kapitäns von Müller. Deutscher Verlag, Berlin 1939
- (J. R.) Ein Schifflein sah ich fahren. Deutsche Soldaten kämpfen in Amerika. Deutscher Verlag, Berlin 1939
- Lilienbanner und Preußenaar. Die Schicksale der Brüder Baumgarten.  Deutscher Verlag, Berlin 1940
- (J. R.) Benimm dich, Paulette! Napoleons Sorgen um seine leichtgesinnten Schwestern. Deutscher Verlag, Berlin 1940. Wappen-Verlag, Stuttgart 1957
- Männer, dem Himmel verfallen. Ein Fliegerroman. 1941, 1943 mit dem Untertitel "Aus dem Leben deutscher Einflieger. Deutscher Jugendbuch-Verlag, Stuttgart; Bertelsmann-Lesering, Gütersloh 1955
- Großdeutschlands Wiedergeburt. Weltgeschichtliche Stunden an der Donau. Geleitwort: Hermann Göring. 120 Raumbildaufnahmen von Heinrich Hoffmann, Raumbild-Verlag Otto Schönstein, 1940
- Der glühende Strom. Roman. Deutscher Verlag, Berlin 1943, Digitalisat
- Als der Himmel brannte. Der Weg der deutschen Luftwaffe. Sponholtz, Hannover 1955.
  - englisch: Swastika in the air. The struggle and defeat of the German Air Force 1939-1945. Übersetzung Edward Fitzgerald, Kimber, London 1956.
  - spanisch: Cuando el cielo estaba en flamas, Übersetzung Ágnes Ruíz Ayúcar, Verlag de Caralt, Barcelona 1957.
  - französisch: Quand le ciel était en feu. Übersetzung Jacques Boitel, Édition J'ai lu, Paris 1964.
  - russisch: Tragedija abvera. Nemeckaja voennaja razvedka vo Vtoroj mirovoj vojne 1935 - 1945. Übersetzung E. N. Zacharova, Verlag Centrpoligraf, Moskau 2010.
- Die Tragödie der deutschen Abwehr. 1955. Neuauflage Verlag Schütz, Preußisch-Oldendorf 1972.
  - englisch: The Downfall of the German Secret Service. Übersetzung Edward Fitzgerald, Einleitung Ian Colvin, London, Kimber 1956